# Manuel Romero Rubio
Manuel Romero Rubio (Ciudad de México, 7 de marzo de 1828 - Ciudad de México, 3 de octubre de 1895) fue un importante político y abogado mexicano que participó en los gobiernos de Benito Juárez, Sebastián Lerdo de Tejada y Porfirio Díaz.

## Formación como abogado e inicio de su carrera política
Manuel Romero Rubio inició su formación en el Seminario Conciliar de la Ciudad de México, donde adquirió conocimientos de gramática latina y filosofía. Más adelante, en el Colegio de San Gregorio comenzó sus estudios en derecho. Allí fue reconocido como uno de los alumnos más distinguidos y estrechó amistad con Sebastián Lerdo de Tejada, entre otros colegas que posteriormente cobraron gran relevancia en la esfera política nacional.
En el Colegio de San Gregorio, sus brillantes participaciones en las discusiones de la Academia de Jurisprudencia le granjearon diversas ofertas para ocupar puestos en el gobierno; sin embargo, Romero Rubio no aceptó estas invitaciones, prefiriendo terminar sus estudios.
El Colegio de San Gregorio –considerado como centro de pensamiento independiente–, sufrió el escrutinio gubernamental y fue cerrado brevemente bajo el retorno de Santa Anna el 20 de octubre de 1853. Por esta razón, Manuel Romero Rubio e Ignacio Mariscal –entre otros estudiantes–, se convirtieron en los principales organizadores del Club Político el Águila, que surgió a manera de protesta, y al que se adhirieron varios personajes que posteriormente ocuparon altos puestos en la política mexicana.
El 11 de enero de 1854, Romero Rubio obtuvo su título de licenciado en Derecho por el Colegio de San Gregorio, y se matriculó ante el Nacional Colegio de Abogados con el apoyo económico de José Urbano Fonseca Martínez.
Ese mismo año, inauguró su propio despacho jurídico, que fue uno de los más prominentes de la capital, y al que acudían figuras de diversas posturas políticas.

## Participación en el Plan de Ayutla
En 1854, cuando tenía 26 años, Manuel Romero Rubio se unió al Plan de Ayutla, que desconocía la legitimidad del gobierno de Santa Anna y, junto con Miguel Buenrostro, sostuvo un primer encuentro con Benito Juárez en calidad de representante de los clubes liberales de la Ciudad de México.
Tras el triunfo del Plan de Ayutla, Romero Rubio fue nombrado magistrado de primera instancia en el juzgado de Tulancingo, Hidalgo. Dos meses después declinó el cargo y volvió a la capital para servir como secretario de la Suprema Corte de Justicia y, más tarde, como asesor del coronel Agustín Alcerreca, gobernador del Distrito Federal.

## Romero Rubio Constituyente y la Guerra de Reforma
Después de la dimisión de Santa Anna en 1855 por la Revolución de Ayutla, se estableció el Congreso Constituyente de 1856, donde Manuel Romero Rubio –sin haber propuesto una candidatura–, fue elegido diputado suplente por el Estado de México gracias a la reputación que se ganó como magistrado en el juzgado de Tulancingo.
Como miembro del Congreso Constituyente destacan sus votos a favor de la desamortización de los bienes del clero, y la disolución de la Compañía de Jesús –que había sido restablecida en México durante la dictadura de Santa Anna–.
Sus intervenciones en el Congreso Constituyente posicionaron a Romero Rubio como político liberal y, en septiembre de 1857, ocupó el cargo de Secretario de Gobernación del Distrito Federal durante el gobierno de Ignacio Comonfort. Sin embargo, en diciembre de 1857 renunció a su cargo al adherirse Juan José Baz –gobernador del Distrito Federal–, al Plan de Tacubaya, que se proponía derogar la Constitución de 1857.
A finales de marzo de 1858, el nuevo gobierno conservador de Félix María Zuloaga aprehendió a Romero Rubio, Vicente Riva Palacio y otros liberales que fueron trasladados a los calabozos de la ex-Acordada, desde donde mantuvieron correspondencia con sus aliados, para mantenerse informados sobre los sucesos de la Guerra de Reforma.
El 20 de noviembre de 1858, al ser puesto en libertad junto con el resto de los presos políticos de la ex-Acordada, Manuel Romero Rubio fue designado jefe de las fuerzas de las Huastecas del ejército liberal, y se unió al frente del General Juan J. de la Garza en Tamaulipas, quien lo nombró segundo al mando de su división.
Sin embargo, Romero Rubio quedó al frente de la división cuando De la Garza resultó herido tras un enfrentamiento con las fuerzas conservadoras en la Corcovada; momento en que Manuel Romero Rubio dirigió sus tropas a San Luis Potosí, donde se reunió con otros líderes liberales y fue comisionado para entrevistarse con Benito Juárez en Veracruz, con el propósito de convencerlo sobre la gran necesidad de apurar la declaración de las Leyes de Reforma, cuyo proyecto había sido postergado por la inestabilidad política del país.
Finalmente, en julio de 1859, Juárez dio a conocer las Leyes de Reforma, y Romero Rubio volvió a Tamaulipas, desde donde organizó a su división para enfrentar a los grupos conservadores que se oponían a la nueva Constitución.
Manuel Romero Rubio participó en la Batalla de Calpulapan, que fue el último enfrentamiento militar de la Guerra de Reforma.

## Participación en el gobierno de Benito Juárez
Ante la victoria del ejército liberal con la Guerra de Reforma, Benito Juárez estableció su gobierno en la Ciudad de México, y Romero Rubio fue designado para reorganizar la aduana y el gobierno del Distrito Federal; más adelante fungió como presidente del Congreso y diputado en representación del Estado de México.

## La intervención francesa y su apoyo a Juárez
Durante la intervención francesa, en 1863 Juárez abandonó la Ciudad de México dejando a cargo de la organización de los asuntos militares de la capital al general de la Garza, y de los asuntos civiles a Romero Rubio. En julio de ese año Manuel Romero Rubio fue encarcelado brevemente en la capital y posteriormente huyó desterrado a Tula, Tamaulipas.
La inestabilidad política generada por la intervención francesa provocó fracturas en los grupos liberales, y Romero Rubio se unió a Jesús González Ortega, quien era Presidente de la Suprema Corte de Justicia, cargo que conllevaba también la Vicepresidencia de la República. González Ortega cuestionó la prolongación desmedida del mandato de Juárez. En efecto, el periodo presidencial de este último caducó durante el conflicto (en noviembre de 1865), y legalmente le habría correspondido a González Ortega, como Vicepresidente, ocupar el cargo en ese momento, al ser imposible organizar elecciones durante la guerra. Sin embargo, Juárez se negó a entregar el poder, aduciendo la misma razón. Aunque este desacuerdo llevó a González Ortega a abandonar el país ese mismo año, Manuel Romero Rubio mantuvo su apoyo al régimen de Juárez, en lugar de rebelarse contra la cabeza visible del Estado mexicano durante el conflicto contra Maximiliano de Habsburgo. De hecho, Romero Rubio en 1867 logró reunir una importante cantidad de recursos económicos para el financiamiento del ejército mexicano.

## La República restaurada: colaboración con el gobierno de Juárez
Al concluir la Guerra de Reforma y la Intervención francesa, el partido liberal se encontraba dividido, a pesar de su victoria. Las intenciones de Juárez de extender su mandato, ahora mediante nuevas elecciones, distanciaron aún más a los grupos liberales, surgiendo tres facciones principales: los juaristas que apoyaban la reelección del Presidente Benito Juárez; el grupo que encabezaba Porfirio Díaz, y los lerdistas que optaban por el liderazgo de Sebastián Lerdo de Tejada. En este contexto, la figura de Manuel Romero Rubio destacó por su capacidad de negociación, y se convirtió en un referente intelectual y de unidad política. A pesar de pertenecer al grupo lerdista, con la victoria juarista en las elecciones de 1867, Romero Rubio fue nombrado Presidente de la Cámara de Diputados en 1870, y su domicilio se consolidó como uno de los centros de reuniones políticas más importantes de la época.
Durante el gobierno de Juárez, Romero Rubio también fue Magistrado Supernumerario de la Suprema Corte, y diputado del estado de Chihuahua.

## Colaboración con el gobierno de Lerdo de Tejada
En 1872, al morir Benito Juárez, Lerdo de Tejada asumió la presidencia inicialmente en forma interina y, más tarde, como presidente electo para el mandato de 1872-1876. En 1876, de nueva cuenta Lerdo fue declarado presidente electo por el Poder Legislativo y Manuel Romero Rubio fue nombrado Ministro de Estado y de Relaciones Exteriores. Sin embargo, la reelección de Lerdo de Tejada y las acusaciones de fraude electoral produjeron muchos desacuerdos e inconformidades que derivaron en el levantamiento armado del grupo porfirista.
El 21 de noviembre de 1876, con la victoria militar de Porfirio Díaz, Lerdo de Tejada y su gabinete –incluyendo a Manuel Romero Rubio y Mariano Escobedo–, partieron al exilio en E.U..

## Distanciamiento entre Romero Rubio y Lerdo de Tejada
El distanciamiento entre Manuel Romero Rubio y Lerdo de Tejada comenzó a fraguarse desde antes de que cayera el lerdismo, pues a pesar de que Romero Rubio contaba con una trayectoria y era el principal consejero de Lerdo de Tejada, este último no le otorgó un puesto activo en su gabinete sino hasta al final, cuando lo nombró Secretario de Relaciones Exteriores en 1876; es decir, el mismo año que estalló el levantamiento armado para evitar la reelección de Lerdo de Tejada.
La popularidad de Lerdo de Tejada menguó no solo ante figuras como Romero Rubio, sino ante otros agentes políticos que lo criticaron duramente por no escuchar ni respetar las ideas ajenas.
Algunas de las críticas que Romero Rubio lanzó hacia Lerdo antes de pertenecer al gobierno porfirista, señalaba su obcecación en solo incluir políticos juaristas en los altos cargos de la administración pública, lo que acabó por producir la fisura política que, al provocar la rebelión porfirista, liquidaría al régimen de Lerdo, dando pleno acceso al poder al importante grupo militar y político que Lerdo torpemente había intentado excluir.
En 1877, Romero Rubio partió de retorno a México a través de La Habana, con la intención de negociar una “campaña pacífica a favor de la restauración constitucional”. Desembarcó en Veracruz el 14 de junio de 1878; es decir, dos meses después de que el gobierno de E.U. reconociera como legítimo al gobierno de Díaz. Al llegar a México declaró públicamente su distanciamiento de Lerdo de Tejada.

## Romero Rubio y la consolidación del porfiriato
A la llegada a México de Manuel Romero Rubio en 1878, el gobierno de Porfirio Díaz aún no había afianzado su predominio político nacional. Para ello, necesitaría no solo el apoyo de sus antiguos compañeros de armas, sino un liderazgo más sólido que asegurara su futura reelección, y que integrara las distintas facciones liberales que se encontraban en disputa.
La presencia de Manuel Romero Rubio en el país sirvió para reunir las distintas voces del partido liberal, y crear un acuerdo de paz que diera estabilidad al nuevo gobierno, que incluyó entre sus filas no solo a Romero Rubio sino a muchas otras personalidades ex lerdistas.
Romero Rubio era reconocido por sus extraordinaria capacidad de negociación, por lo que su adherencia al proyecto porfirista ayudó a legitimar al movimiento de Díaz, anulando uno de los principales ejes de disidencia, y permitiéndole una alianza estratégica que le aportaba el respaldo de un experimentado círculo de políticos e intelectuales mexicanos.
Este pacto entre Díaz y los remanentes del lerdismo quedó plasmado en 1881, con el matrimonio entre Carmen Romero Rubio Castelló –hija de Manuel Romero Rubio– y Porfirio Díaz.

## Secretario de Gobernación: funciones y aportaciones
Tras los comicios de 1884, Romero Rubio fue nombrado por el general Díaz secretario de Gobernación; cargo que ocupó hasta su muerte.
Las competencias de la Secretaría de Gobernación bajo el liderazgo de Manuel Romero Rubio abarcaron una vasta gama de facultades que, por su enorme peso social y político, resultaron esenciales para la constitución de la hegemonía porfiriana.
El núcleo de sus funciones consistía en garantizar la tranquilidad pública, lo que implicaba su participación en diversas cuestiones esenciales para el funcionamiento del estado:
- Vigilar el cumplimiento de la Constitución, por lo que la Secretaría de Gobernación mantenía atribuciones para solicitar al Congreso de la Unión, la suspensión parcial o total de las garantías constitucionales en casos de agravio a la paz pública, así como el poder de promover ante la Cámara de Diputados iniciativas de ley y reformas constitucionales, lo que permitió en 1887 la reelección de Díaz.[1]
- Intermediación en las relaciones entre la capital -con el Congreso de la Unión- y los Estados de la república; facultades que permanecieron intocadas a lo largo del periodo en que Romero Rubio estuvo a cargo de la Secretaría de Gobernación–.[1]
- Vigilancia de la legitimidad de los comicios, cuestión esencial para mantener al régimen de Díaz. Como parte de esta función, la Secretaría de Gobernación se encontró también a cargo del servicio postal bajo la gestión de Romero Rubio, ya que el establecimiento del consenso electoral requería de buenas comunicaciones entre la capital y los Estados de la república. Como puede verse, su intermediación entre la capital y las entidades federativas le otorgaron un rol esencial a esta Secretaría durante el régimen del porfiriato, que no pudo haber continuado sin este consenso político.[1]
- Vigilancia de la libertad de imprenta; en este caso también monitoreaba los movimientos de la prensa en México, no siempre a favor de la libertad de expresión.[1]
- Instrumentos coercitivos. La Secretaría de Gobernación poseía instrumentos coercitivos para mantener la tranquilidad pública. Uno de ellos era la Guardia Nacional del Distrito Federal y el Territorio de Baja California. Otro era la Policía Rural de la Federación –originalmente creada para proteger las principales rutas comerciales que conducían a la Ciudad de México–.[1][4]
- La administración y vigilancia de hospitales, la beneficencia pública, casas de empeño, montes de piedad, loterías, presidios, cárceles, penitenciarías, etc., el cuidado de la salubridad pública y la prevención de epidemias –de suma relevancia en el siglo XIX–, la administración de “teatros y diversiones públicas”, entre otros.[1]

En cuanto a su administración de las finanzas, Manuel Romero Rubio redujo el gasto interno de la Secretaría de Gobernación que, a pesar de su gran relevancia, obtuvo menor presupuesto público que secretarías como la de Hacienda y Crédito Público.
El éxito de las políticas de Manuel Romero Rubio fue reconocido por sus contemporáneos, y lo ayudó a posicionarse como un elemento fundamental dentro del heterogéneo gabinete porfirista, gracias a su inmensa capacidad de negociación y conciliación, conformándose por su relevancia política como el brazo derecho de Porfirio Díaz.

## Romero Rubio, la Unión Liberal y los Científicos
Como ministro de Gobernación, Manuel Romero Rubio fundó en 1892 el grupo Unión Liberal con pretensiones de consolidarlo como partido político, aunque nunca lo llegó a ser de forma cabal. La Unión Liberal formaba parte de un plan más amplio que buscaba dar fundamentos liberales y aparentemente democráticos a la reelección de Díaz. Con un manifiesto redactado por Justo Sierra, múltiples convocatorias a desfiles y manifestaciones a favor de Díaz, y la creación de clubes porfiristas a lo largo y ancho del país, Unión Liberal logró atraer con éxito toda clase de estratos sociales y políticos que se adhirieron a su causa. Con esta impresionante maniobra, Romero Rubio logró transformar el ambiente político –que no favorecía originalmente a Díaz–, y consolidarlo ante la opinión pública como la única figura capaz de continuar el proyecto progresista y de mantener la estabilidad del país.
El grupo que encabezaba a la Unión Liberal constituyó las bases de lo que se conocería más tarde como Los Científicos, un selecto círculo intelectual y político cercano al poder. Manuel Romero Rubio fue líder y protector de los Científicos hasta su muerte, cuando heredó su legado a su protegido político, el joven Secretario de Hacienda, José Yves Limantour.
La muerte de Romero Rubio ocurrió el 3 de octubre de 1895 en la Ciudad de México, y fue un acontecimiento de importancia nacional que cimbró a la clase política del país. Todos los edificios públicos, incluso la Villa de Guadalupe, se vistieron de luto, mientras que escuelas, clubes sociales, y muchos comercios cerraron sus puertas.

## Reconocimientos nacionales e internacionales
- Segundo Conciliario del Colegio de Abogados de México (1878)[2]
- Recibe el Busto del Libertador otorgado por el Gobierno de Venezuela (1888)[2]
- Junto con Ignacio Mariscal preside los festejos de la Primera Conferencia Panamericana, celebrada en la Ciudad de México (1889)[2]
- Condecorado con Orden de Isabel la Católica (1889)[2]
- Designado Comendador de la Legión de Honor (1889)[2]
- Asume la presidencia del Colegio de Abogados (México, 1892)[2]
- Recibe Orden de la Corona de Italia (1893)[2]
- Designado Benemérito del Estado de Colima (Congreso de Colima, 12 de noviembre de 1895). [cita requerida]
- En 1999 fue inaugurada la estación Romero Rubio del metro de la CDMX en la línea B, por su cercanía con la colonia Romero Rubio de la alcaldía Venustiano Carranza.